# Atletické tretry

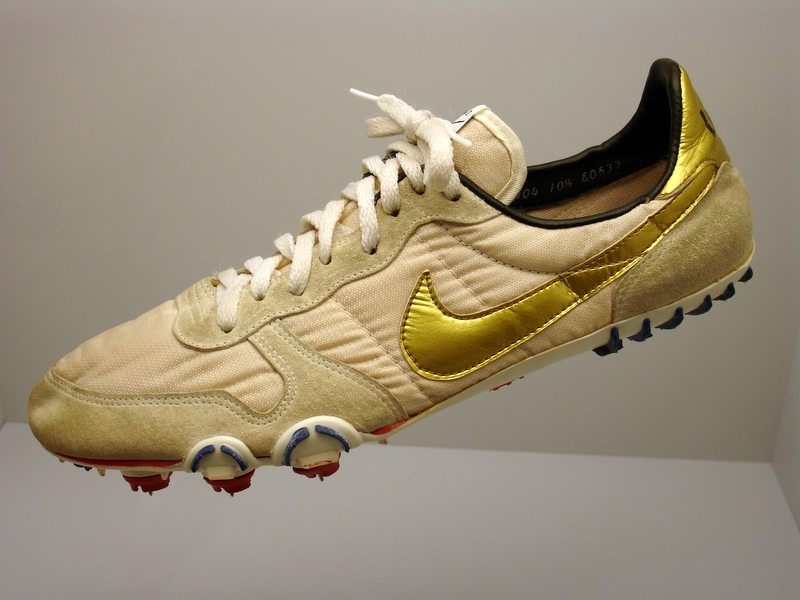
Běžecké tretry značky Nike

Atletické tretry, nebo jenom tretry jsou speciální sportovní obuv, kterou používají atleti soutěžící na tartanu či jiných umělých závodních površích v lehké atletice.

## Popis a výrobci
Podle typu jejich použití (skokanské, sprinterské, vrhačské atd.) se liší rozmístění, počet a velikost hřebů připevněných na podrážce každé boty.
Tretry se vyznačují extrémně nízkou hmotností (130 až 180 g) a několika ocelovými hřeby na přední ohybatelné přizpůsobivé části podrážky. Těchto vyměnitelných hřebů obvykle bývá podle běžecké disciplíny 4 až 10. Mezi nejznámější výrobce běžeckých treter patří Adidas, Nike či třeba New Balance, Asics, Mizuno, Reebok, Brooks a Saucony.

## Rozdělení
| Název                  | Použití                                                |
| ---------------------- | ------------------------------------------------------ |
| Sprinterské tretry     | pro tratě 60 m až 400 m                                |
| Středotraťařské tretry | pro tratě 800 m až 1500 m                              |
| Steeplařské tretry     | pro běh na 3000 m překážek - minimálně zadržující vodu |
| Vytrvalecké tretry     | pro tratě 3 až 10 km                                   |
| Krosové tretry         | pro závody v terénu libovolné kilometráže              |
| Skokanské tretry       | pro trojskok a skok daleký                             |
| Výškařské tretry       | pro skok vysoký                                        |
| Vrhačské tretry        | pro vrhy a hody (vrh koulí, hod oštěpem... )           |

## Původ slova a skloňování
V češtině má slovo tretra původ v německém názvu tohoto druhu obuvi – der Treter. V němčině je sice slovo mužského rodu, v češtině ale přijalo ženský rod, jako většina druhů obuvi; uživá se proto tvar tretra. Skloňování pak odpovídá tvarům ženského rodu.